# Kanton Maromme
Der Kanton Maromme war bis 2015 ein französischer Wahlkreis im Arrondissement Rouen, im Département Seine-Maritime und in der Region Haute-Normandie; sein Hauptort war Maromme. Vertreter im Generalrat des Départements war zuletzt von 2004 bis 2015 David Lamiray (PS). 
Der Kanton Maromme war 21,62 km² groß und hatte (2006) 26.071 Einwohner, was einer Bevölkerungsdichte von 1206 Einwohnern pro km² entsprach. Er lag im Mittel auf 107 Meter über dem Meeresspiegel, zwischen 2 m und 138 m jeweils in Canteleu. 

## Gemeinden
Der Kanton bestand aus zwei Gemeinden:
| Gemeinde | Einwohner Jahr | Fläche km² | Bevölkerungsdichte | Code INSEE | Postleitzahl |
| -------- | -------------- | ---------- | ------------------ | ---------- | ------------ |
| Canteleu | 14.621 (2013)  | 17,61      | 830 Einw./km²      | 76157      | 76380        |
| Maromme  | 11.188 (2013)  | 4,01       | 2790 Einw./km²     | 76410      | 76150        |

## Bevölkerungsentwicklung
| 1962   | 1968   | 1975   | 1982   | 1990   | 1999   | 2006   |
| ------ | ------ | ------ | ------ | ------ | ------ | ------ |
| 18.260 | 23.522 | 25.796 | 27.707 | 28.834 | 27.841 | 26.071 |